# Gregorio Martínez de Antoñana
Gregorio Martínez de Antoñana C.M.F. fue un sacerdote y religioso claretiano. Nació en Campezo, Álava, España, en 1885 en el seno de una familia de labradores muy cristianos.

## Vida y obra
Como estudiante mereció siempre altas calificaciones desde que ingresó como seminarista en la Congregación de Misioneros Hijos del Inmaculado Corazón de María (Claretianos). Cursó Humanidades, Teología y Derecho.
Siempre fue inquieto intelectualmente y estuvo abierto al mundo científico y lingüístico destacando especialmente su interés por la liturgia llegando a publicar numerosos libros en esta materia.
Fue cofundador de la revista Vida religiosa, junto con el cardenal Tabera y director de la misma. Se trataba de una revista dedicada a reflexionar sobre temas relacionados con la vida consagrada y que sigue publicándose, después de más de sesenta años.
Publicó, también en compañía del cardenal Tabera, una monumental obra científica: El derecho de los religiosos.
Por mucho tiempo fue consejero de obispos y superiores generales sobre temas de liturgia. Asistió al Concilio Vaticano II en calidad de perito conciliar de la Comisión Litúrgica y fue miembro censor de la Academia Litúrgica de Roma.
Falleció el 2 de febrero de 1971, a los 85 años de edad, en el Seminario de Salvatierra tras verse intensificada su crónica enfermedad de diabetes, siendo enterrado en el panteón familiar que posee la comunidad en esa villa. Presidió las ceremonias el cardenal Tabera. 